# Гомати
Го́мати (англ. Gomati, хинди गोमती), или Го́мти (англ. Gomti) — река в Индии, приток Ганга. Является одной из священных рек индуизма. В священных текстах индуизма описывается, что персонифицированная форма реки была дочерью ведийского мудреца Васиштхи. Считается, что приняв омовение в Гомати в день экадаши, можно очиститься от всех грехов. В «Бхагавата-пуране» Гомати упоминается в списке священных рек Индии.
Истоки Гомати находятся в Пилибхите, Индия, в предгорье Гималаев. длина реки составляет 900 км. В Гангу она впадает около Саидпура в округе Гхазипур.
В 20 км от истоков в Гомати впадает маленькая речушка Гайхаи. Около Моханмади (в 100 км от истоков) в Гомати впадает крупный приток Сараю, после чего река набирает силу. Около города Джаунпур в Гомати впадает другой крупный приток — река Саи. Затем, около города Гхазипура в Уттар-Прадеш, Гомати впадает в Ганг. В 240 км от истоков на берегах реки стоит крупный город Лакхнау, где воду реки используют для городского водоснабжения. Всего в бассейне Гомати находится 15 городов. Кроме Лакхнау, другие крупные города, это Лакшмипур-Кхери, Суланпур и Джаунпур.
Гомати сильно загрязнена. Основными источниками загрязнения являются отходы промышленных предприятий и стоки канализации.
Во время сезона дождей, уровень реки значительно поднимается, что часто приводит к наводнениям.